# Guadua paniculata
Guadua paniculata är en gräsart som beskrevs av William Munro. Guadua paniculata ingår i släktet Guadua och familjen gräs. Inga underarter finns listade i Catalogue of Life.

## Bildgalleri

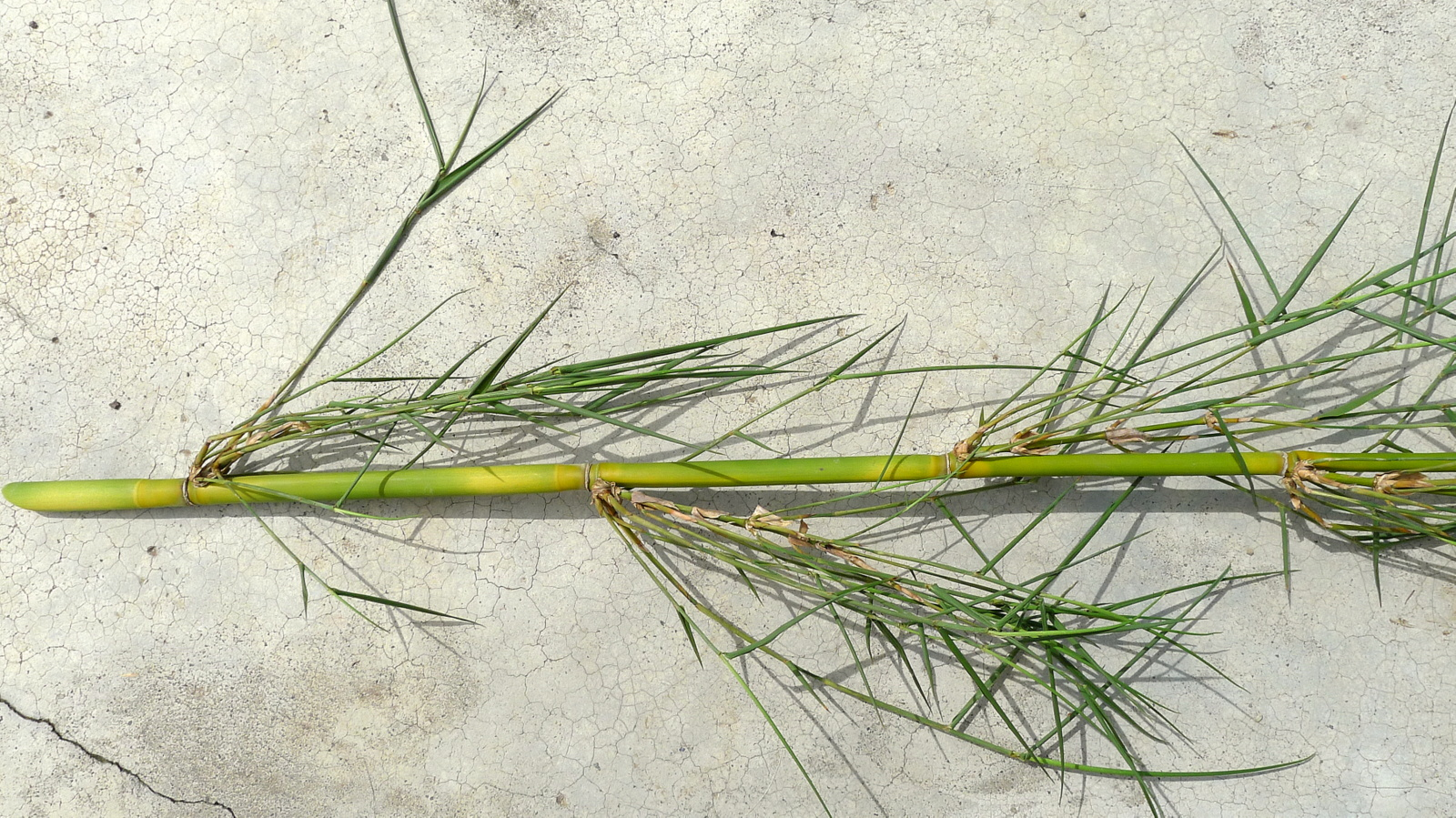
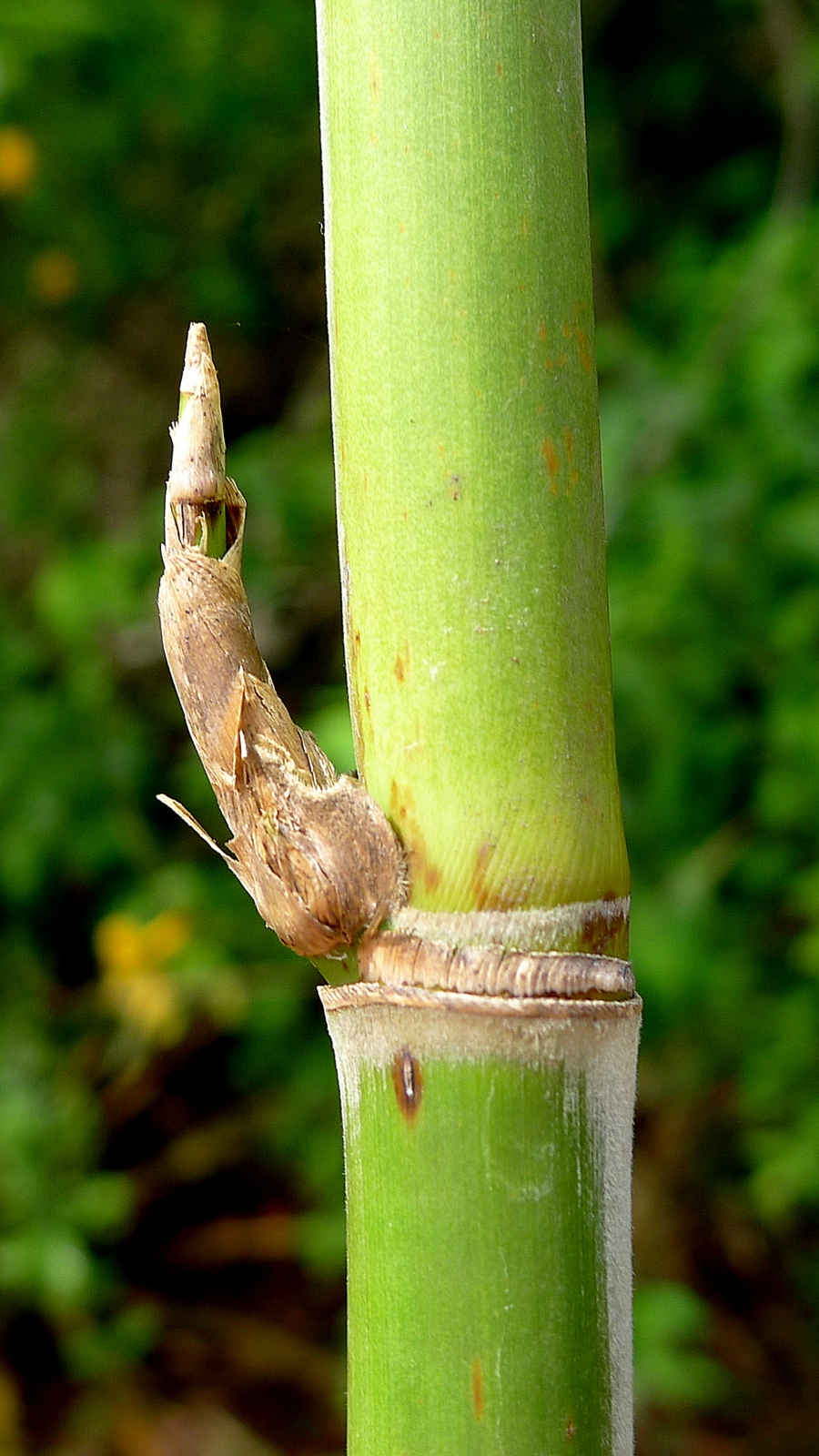
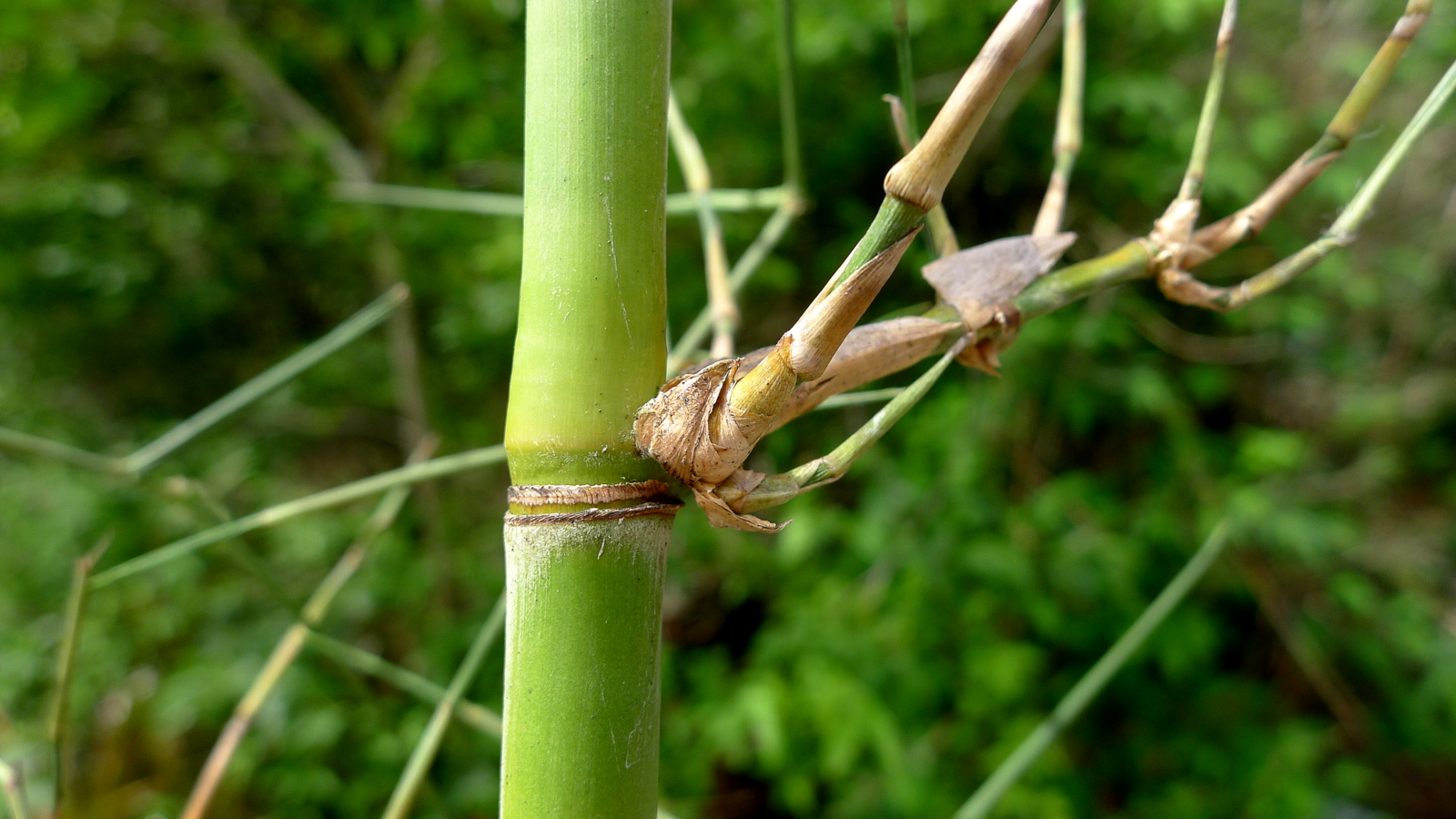
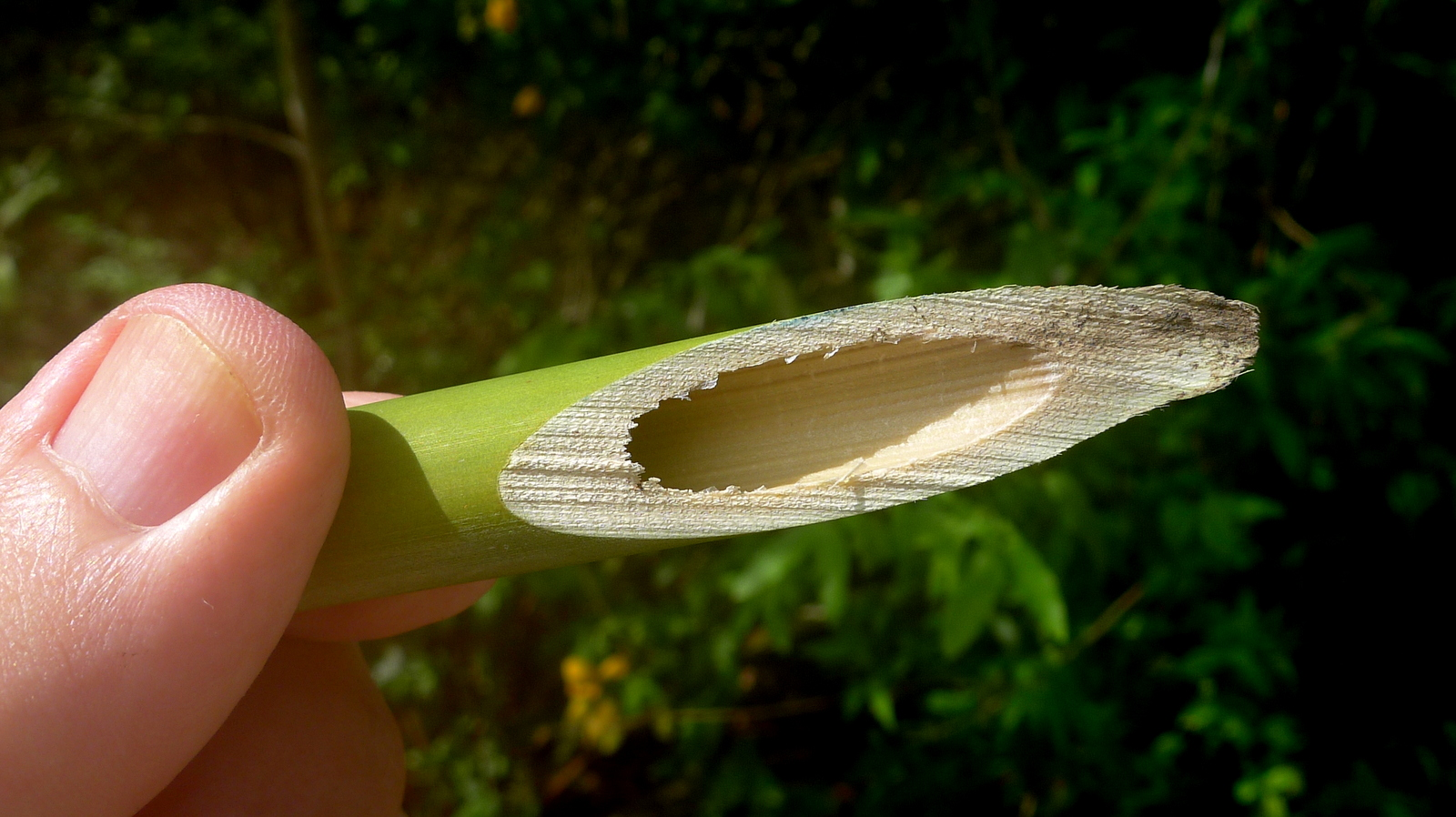